# Hesdin-l’Abbé
Hesdin-l’Abbé ist eine französische Gemeinde mit 1.870 Einwohnern (Stand: 1. Januar 2022) im Département Pas-de-Calais in der Region Hauts-de-France. Sie gehört zum Arrondissement Boulogne-sur-Mer und zum Kanton Outreau. Die Einwohner werden Hesdinois genannt. 

## Geographie
Die Gemeinde Hesdin-l’Abbé liegt am Fluss Liane im Regionalen Naturpark Caps et Marais d’Opale, acht Kilometer östlich der Ärmelkanalküste, die hier Opalküste genannt wird, und sechs Kilometer südöstlich von Boulogne-sur-Mer. Umgeben wird Hesdin-l’Abbé von den Nachbargemeinden Isques im Nordwesten und Norden, Baincthun im Nordosten und Osten, Carly im Osten und Südosten, Hesdigneul-lès-Boulogne im Süden und Südwesten sowie Condette im Südwesten und Westen. Durch die Gemeinde führt die frühere Route nationale 1 (heutige D 901).

## Bevölkerungsentwicklung
| Jahr                       | 1962 | 1968 | 1975 | 1982 | 1990 | 1999 | 2006 | 2012 | 2022 |
| -------------------------- | ---- | ---- | ---- | ---- | ---- | ---- | ---- | ---- | ---- |
| Einwohner                  | 724  | 789  | 831  | 1396 | 1880 | 1998 | 1915 | 1884 | 1870 |
| Quellen: Cassini und INSEE |      |      |      |      |      |      |      |      |      |

## Sehenswürdigkeiten
- Kirche Saint-Léger
- Schloss Hesdin-l’Abbé, heutiges Hotel Cléry

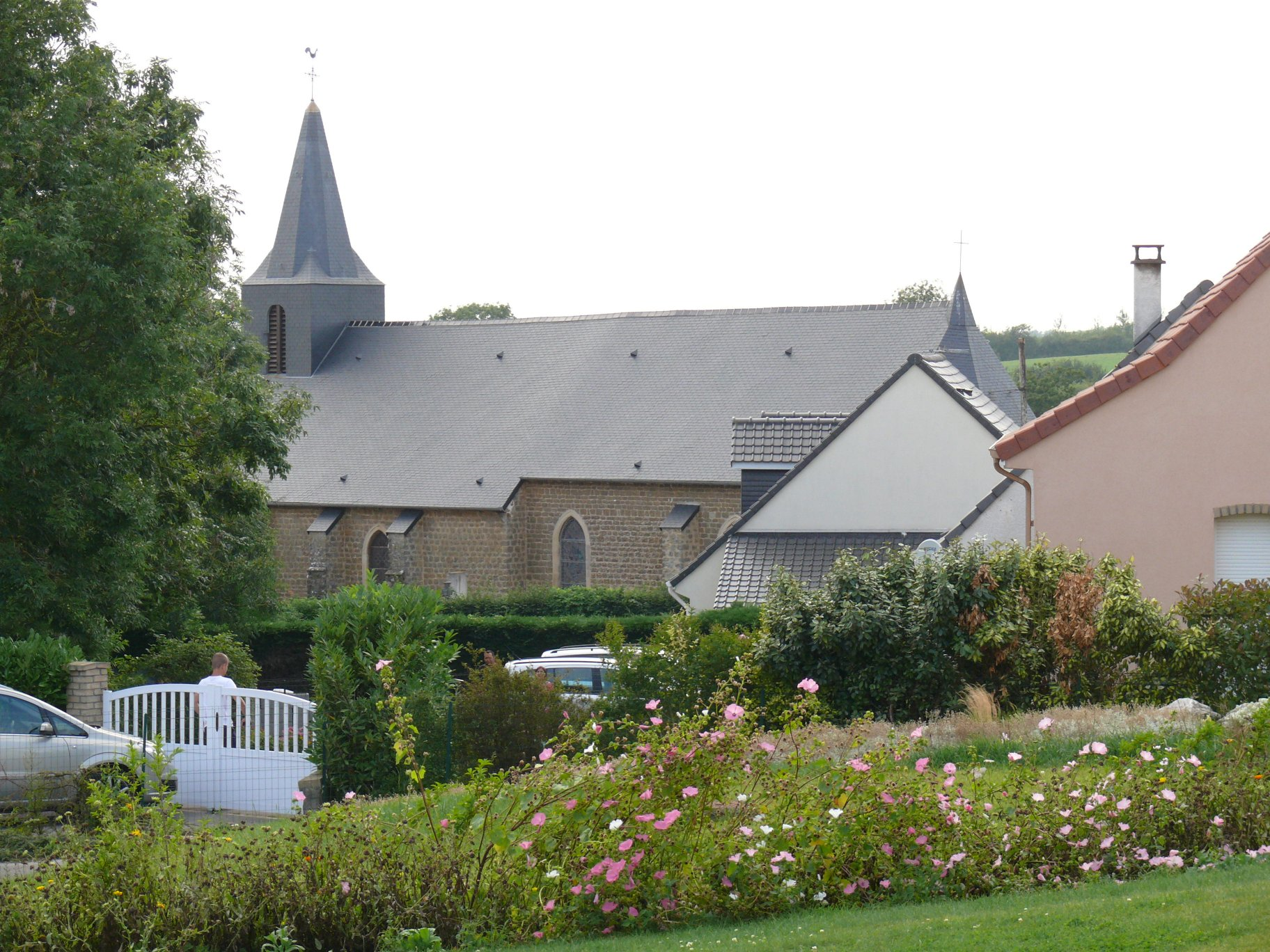
Kirche Saint-Léger
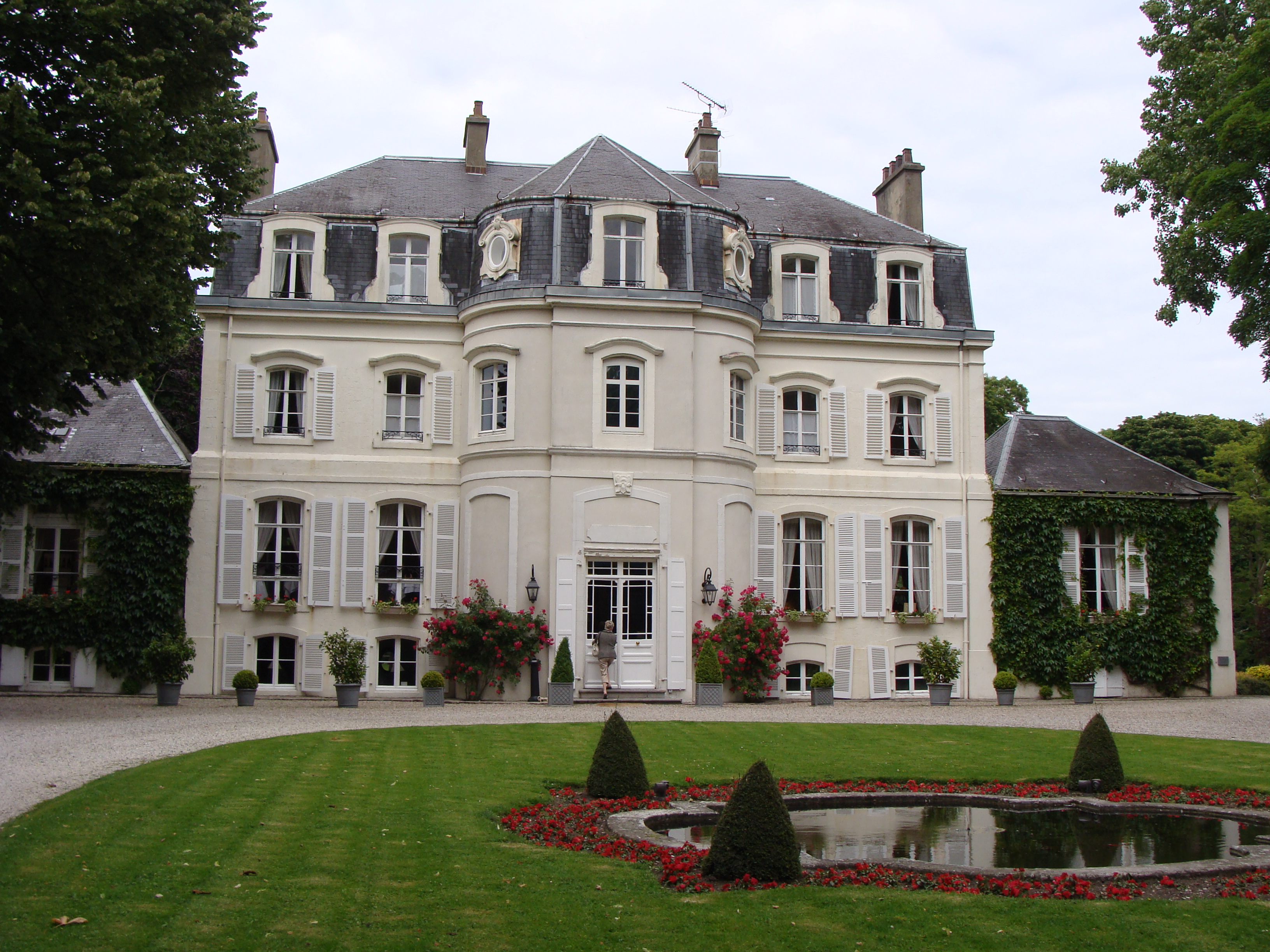
Schloss Hesdin-l’Abbé